# Muqarnaṣ

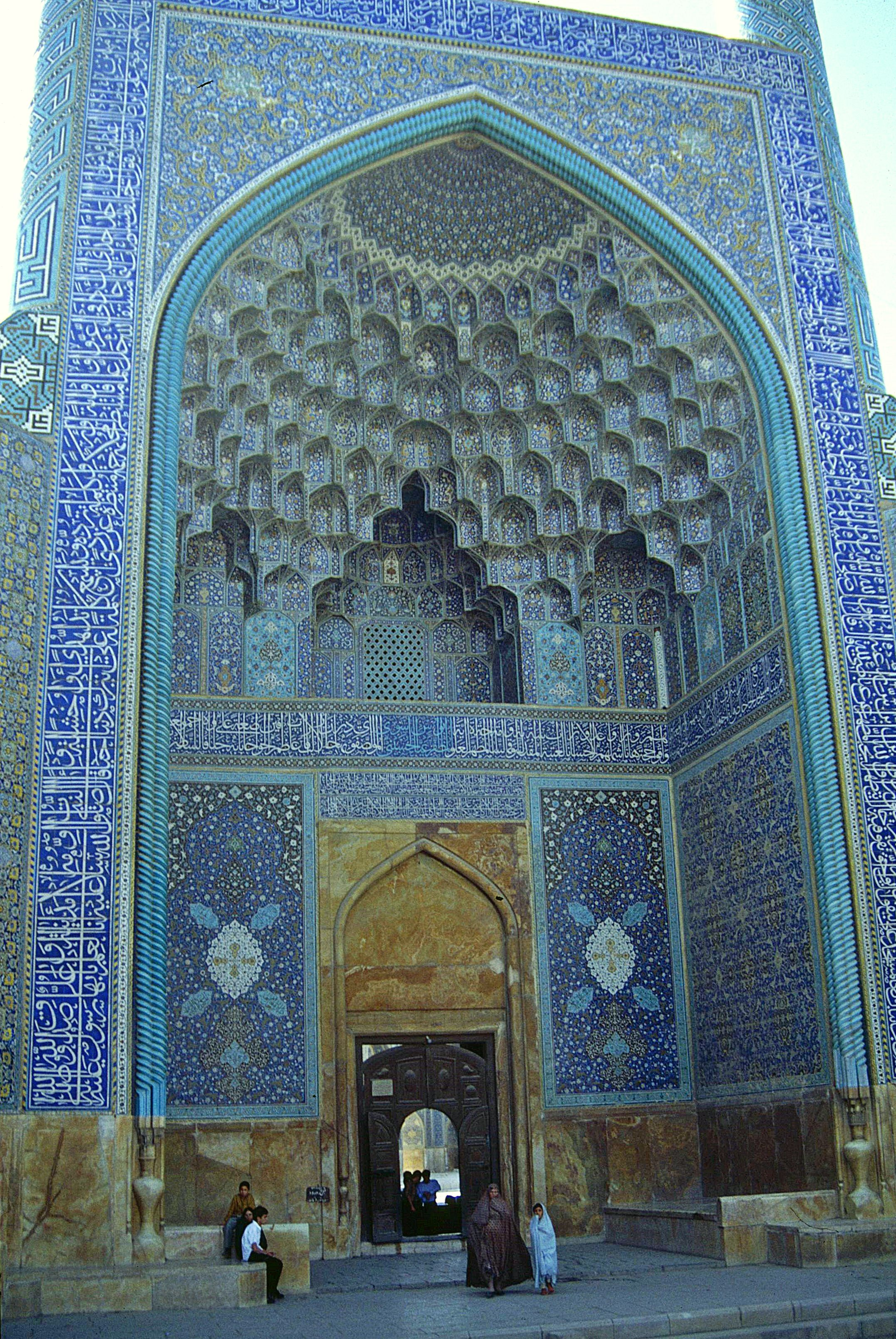
Muqarnaṣ che ornano l'entrata della Moschea dello Scià a Esfahan.

Il muqarnaṣ (in arabo مقرنص‎?) è una soluzione decorativa propria dell'architettura islamica, originata dalla suddivisione della superficie delle nicchie angolari raccordanti il piano d'imposta circolare della cupola con il quadrato o il poligono di base, in numerose nicchie più piccole; più semplicemente, può venir definito come un insieme di stalattiti a nido d'ape.
Il muqarnaṣ si diffuse rapidamente in tutto il mondo islamico a iniziare dal XII secolo. Venne usato, oltre che nelle cupole, in volte di ogni tipo, in nicchie di portali, come elemento di raccordo tra parete e cornice, e fu realizzato in pietra, mattoni, stucco, legno o ceramica.
Un esempio di decorazione a muqarnaṣ in Italia è riscontrabile nel soffitto della navata principale della Cappella Palatina di Palermo, costruita da maestranze islamiche su commissione del re normanno Ruggero II. In ogni spicchio sono presenti stelle lignee con rappresentazioni di animali, danzatori e scene di vita della corte islamica all'epoca dell'invasione araba della Sicilia. A Palermo anche nel palazzo della Zisa sono presenti decorazioni a muqarnas.
Altri splendidi esempi di muqarnaṣ si trovano nell'Alcázar di Siviglia, nell'Alhambra e nella sala di preghiera del Palazzo della Madraza a Granada.

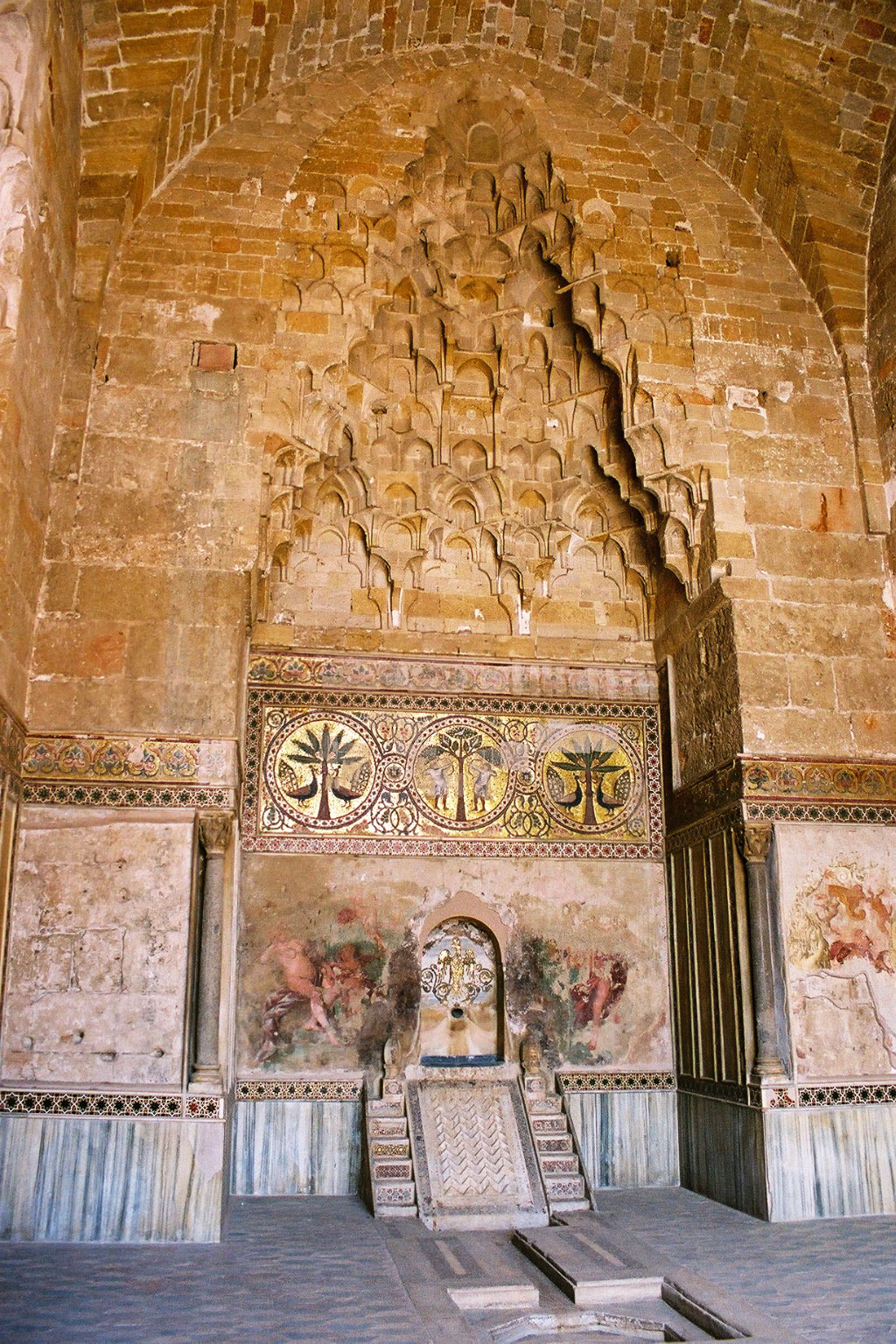
Sala della Zisa a Palermo.
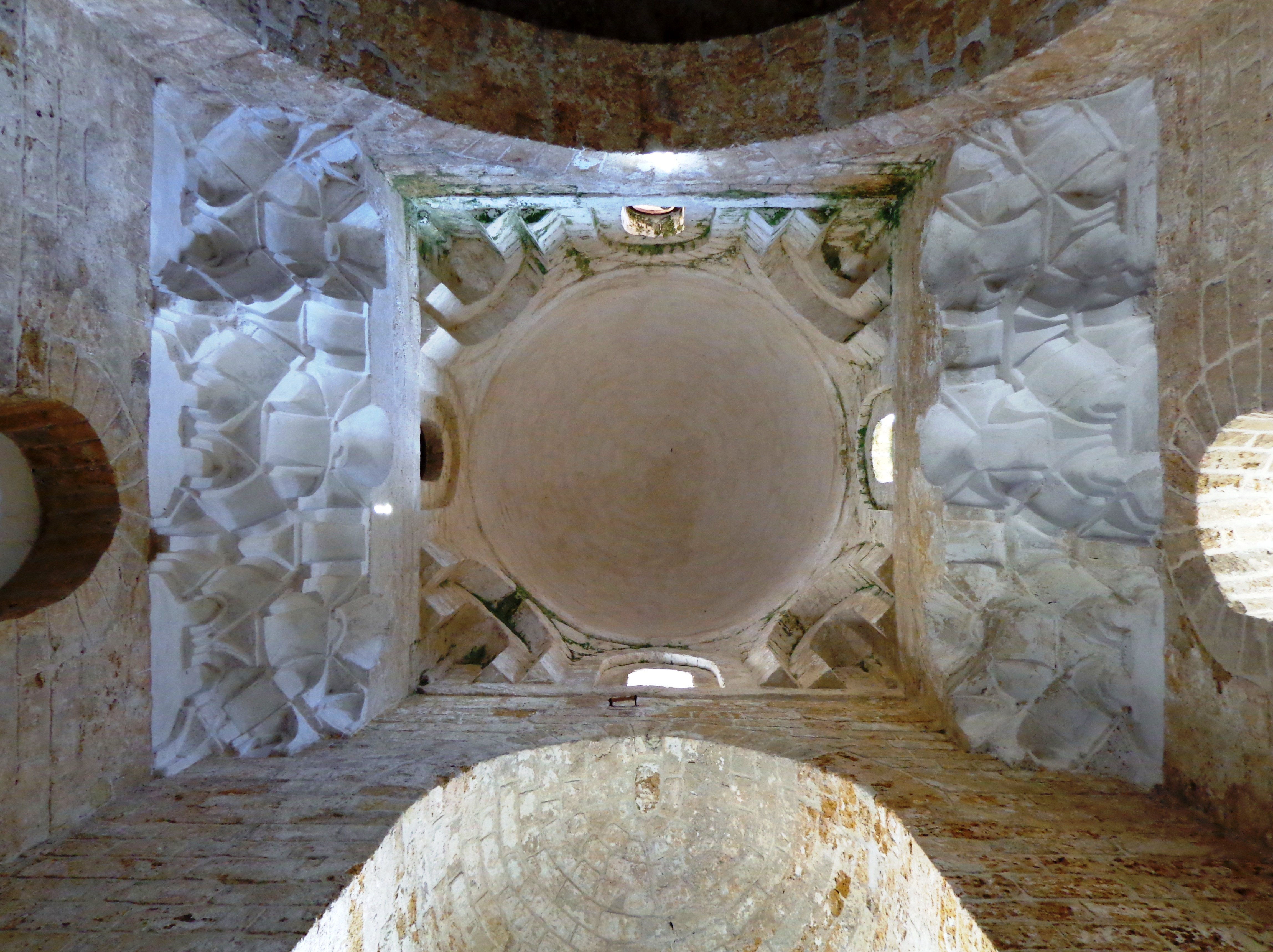
Cappella Palatina della Santissima Trinità nella Zisa di Palermo.
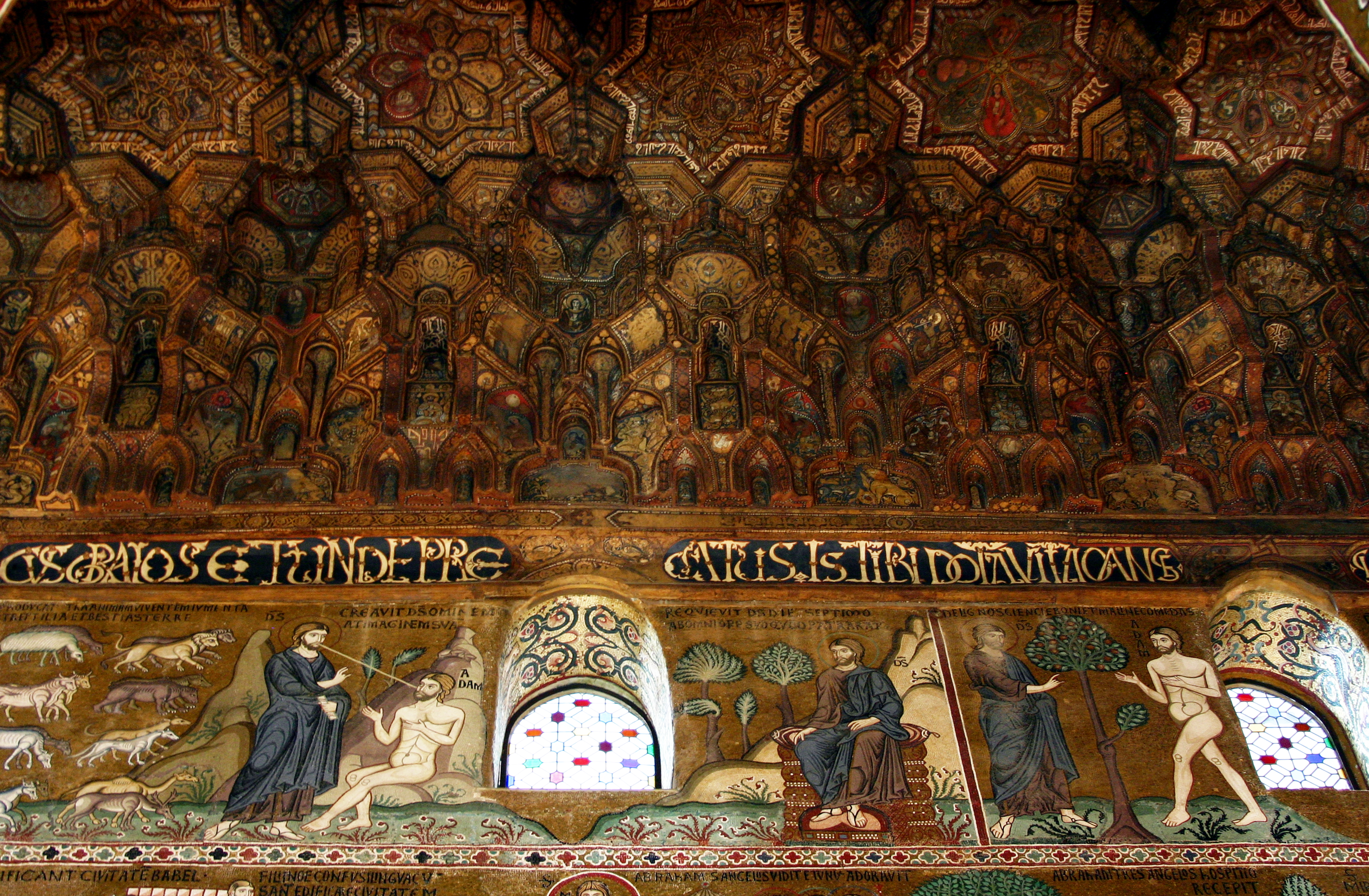
Cappella Palatina di Palermo.